# Saku (prénom)
Pour les articles homonymes, voir Saku.
Cette page présente le prénom Saku ainsi que ses variantes.
Saku est un prénom masculin finnois et un prénom féminin japonais (佐久) pouvant désigner :

## Prénom finnois
- Saku Kinnunen (en) (né en 1995), joueur finlandais de hockey sur glace
- Saku Koivu (né en 1974), joueur finlandais de hockey sur glace
- Saku Mäenalanen (né en 1994), joueur finlandais de hockey sur glace
- Saku Pesonen (en) (né en 1985), gardien finlandais de haka
- Saku Puhakainen (né en 1975), joueur finlandais de football
- Saku Salmela (en) (né en 1990), joueur finlandais de hockey sur glace
- Saku Salminen (en) (né en 1994), joueur finlandais de hockey sur glace
- Saku Savolainen (en) (né en 1996), joueur finlandais de football
- Saku Ylätupa (né en 1999), joueur finlandais de football

## Prénom japonais
- Saku Matsudaira (en) (松平 佐久) (1846-1909), personnalité et épouse japonaise